# 臺北市立麗山國民中學
臺北市立麗山國民中學，簡稱臺北市麗山國中、北市麗山國中、麗山國中或麗中，屬於桌球傳統名校。校內管弦樂團每年參加全國音樂比賽表現優異，亦參加國際交流表演。校舍位於臺北市內湖區，1978年8月11日成立籌備處，1979年8月1日正式設校，1980年7月18日開始營運。

## 外部連結
麗山國中網頁